# Jean Ganeval
Jean Ganeval, né le 24 décembre 1894 à Brest et mort le 12 janvier 1981 à Paris, est un général et homme politique français, grand-croix de la Légion d'honneur.

## Biographie

### Famille
Il est le fils du général de brigade Gabriel Ganeval, tué à Gallipoli le 12 juin 1915. Il est le beau-père du général Albéric Vaillant.

### Formation
Il suit des études d'abord au collège Saint Sigisbert puis au lycée Henri-Poincaré à Nancy où il passe son baccalauréat. Il y prépare l'École spéciale militaire de Saint-Cyr dont il réussit le concours en 1914.

### Première Guerre mondiale
En août 1914, il renonce à sa scolarité et s'engage pour huit ans comme soldat dans l'infanterie. Il sert au 59e régiment d'infanterie de Pamiers et de Foix. Il est promu sous-lieutenant en 1915, lieutenant en 1916 et termine la guerre comme capitaine avec la croix de guerre 1914-1918 et la légion d'honneur.

### Entre-deux-guerres
Il fait partie de la mission française à Berlin de 1919 à 1920 puis il est envoyé au Levant en 1926 où il participe aux opérations contre les Druzes au sein du 2e bureau. Il se voit décoré de la Croix de guerre des Théâtres d'opérations extérieurs (TOE). Il est affecté en 1928 à l'état-major du 168e régiment d'infanterie stationné à Worms dans le cadre de l'armée d'occupation du Rhin puis à Thionville pour être reconverti en régiment d'infanterie de forteresse. Il sert comme attaché militaire dans les pays baltes de 1933 à 1937. Il est promu chef de bataillon et reçoit le commandement d'un bataillon au 39e régiment d'infanterie à Rouen.

### Seconde Guerre mondiale
En 1940, il est envoyé en Finlande auprès du général Mannerheim comme commandant de la mission militaire française. Lors de l'armistice entre les Finlandais et les Soviétiques, il rentre en France. Après l'armistice, il est affecté au 23e régiment d'infanterie comme lieutenant-colonel à Toulouse.
Il s'engage dès 1941 dans les mouvements clandestins Combat et Mithridate. Il est arrêté à Lyon en octobre 1943, incarcéré à la prison Montluc puis déporté à Buchenwald. Il survit à la déportation, il est promu général de brigade et reçoit la croix de guerre 1939-1945 ainsi que la rosette de la Résistance.

### Forces françaises en Allemagne (FFA)
Il reprend du service comme représentant à Berlin du commandant de l'armée française d'occupation en Allemagne.

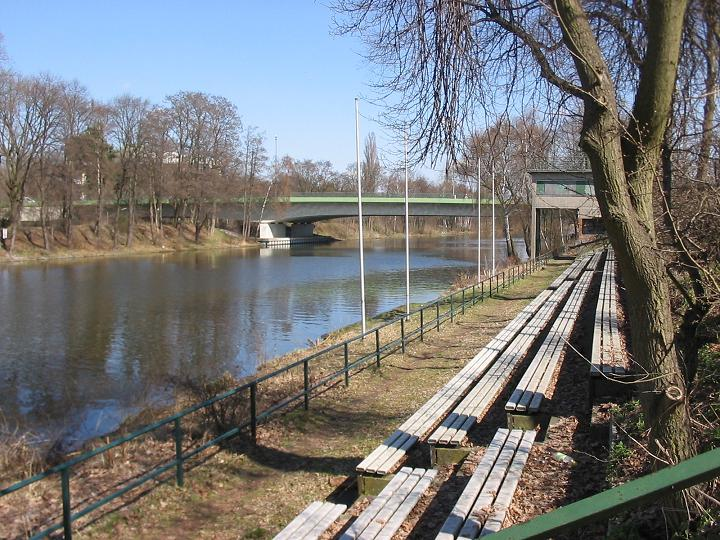
Le pont du général Ganeval à Tegel

Le 4 octobre 1946, il devient gouverneur militaire de Berlin. Malgré son séjour en camp de concentration, il fait montre d'une résolution très nette pour rendre aux Berlinois leur dignité, notamment contre les menées des Soviétiques qu'il connait bien. Il bloque le séminaire sur l'antisémitisme entrepris par Claude Lanzmann à l'Université libre de Berlin. Il interdit la publication des articles de Claude Lanzmann dans le quotidien du secteur français de Berlin portant sur la fausseté de la dénazification notamment au sein de l'Université libre de Berlin (cas du recteur Edwin Redslob (de)). Il inaugure la nouvelle gare de Tegel, le 6 décembre 1947. Il joue un rôle important lors du blocus aérien. le 16 décembre 1948, il fait abattre les deux tours de Radio-Berlin construite par les Soviétiques qui gênaient l'approche de l'Aéroport de Berlin-Tegel . Il aurait répondu au Lieutenant-général Kotikov, son homologue soviétique qui lui demandait comment il avait pu faire cela, par un laconique : "Avec de la dynamite, mon cher" . Cet évènement donne aux forces armées françaises un prestige certain auprès de la population berlinoise. En 1949, il se montre particulièrement favorable à l'introduction du Deutschmark de l'ouest à Berlin contre l'avis des Anglais et des Américains. Un pont qui relie l'aéroport de Tegel à Charlottenbourg et qui enjambe le canal Hohenzollern porte son nom. Il est promu général de division en 1950.
Le 1er octobre 1950, il est affecté comme Haut-commissaire français à l'Office militaire de sécurité allié à Coblence et le 9 octobre 1951, il est nommé chef de la délégation française à la conférence des experts sur les contrôles de sécurité en Allemagne .

### Chef de l'état-major particulier du ministre de la défense (1951-1954)
En octobre 1951, il devient chef de l'état-major particulier de Georges Bidault, puis de René Pleven, respectivement ministres de la défense d'octobre 1951 au 29 février 1952 puis du 8 mars 1952 jusqu'au 18 janvier 1954.

### Chef du secrétariat général militaire du président René Coty (1954-1959)
À cette date, il devient chef du secrétariat général militaire du président René Coty.
Il est élevé à la dignité de grand-croix de la Légion d'honneur le 28 mars 1957 .
En juin 1958, il négocie le retour du général de Gaulle.

### Carrière politique
À l'issue du changement de République, il prend sa retraite comme général de corps d'armée au début 1959 et se présente sur la liste de la Seine aux élections sénatoriales comme candidat UNR. Il est élu le 26 avril 1959 et siège notamment à la commission des Affaires étrangères et de la défense. À ce titre, il est rapporteur du budget de la défense à deux reprises, en 1963 et 1967. Le 3 mai 1961, il quitte le groupe UNR en raison de son désaccord avec la politique du général de Gaulle en Algérie. Il ne se représente pas aux élections sénatoriales du 22 septembre 1968.
Il meurt le 12 janvier 1981 à son domicile parisien du Boulevard Raspail

## Décorations

### Françaises
- Grand-croix de la Légion d'honneur (28 mars 1957)
  - Grand officier (31 juillet 1952)
  - Commandeur (11 juillet 1947)
  - Officier (20 décembre 1935)
  - Chevalier (4 janvier 1921)
- Croix de guerre 1914-1918
- Croix de guerre 1939-1945
- Croix de guerre des Théâtres d'opérations extérieurs
- Médaille de la Résistance française avec rosette
- Commandeur de l'ordre de la Santé publique
- Médaille de l'Aéronautique (1953)[4]

### Étrangères
- Military Cross
- Commandeur de la Legion of Merit
- Chevalier-commandeur honoraire de l'Ordre royal de Victoria
- Grand Officier de l'ordre de Saint-Charles (1954)[5]
- 2e Classe de l'Ordre de la croix de la Liberté avec glaives

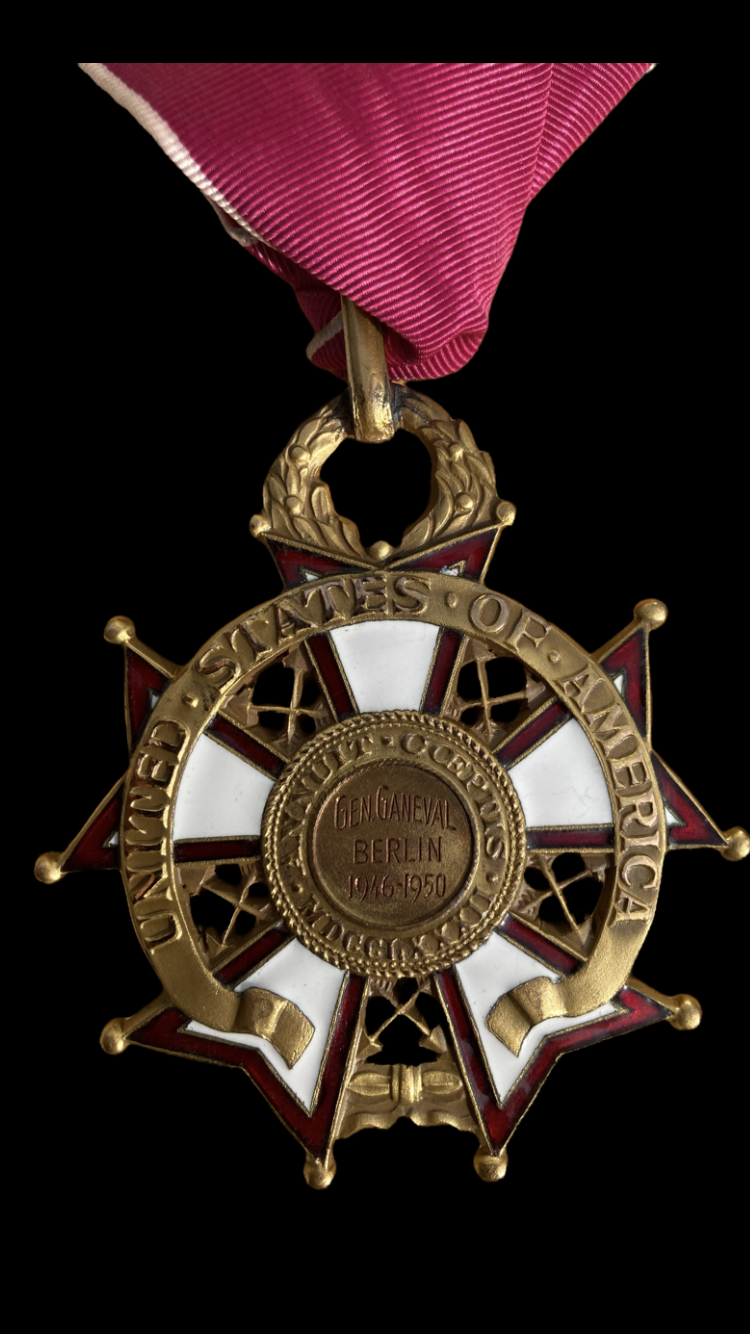
General Ganeval’s commander cross of the US Legion of Merit